# Isochariesthes ludibunda
Isochariesthes ludibunda es una especie de escarabajo longicornio del género Isochariesthes, tribu Tragocephalini, subfamilia Lamiinae. Fue descrita científicamente por Fiedler en 1939.
Se distribuye por Tanzania. Mide aproximadamente 6,5 milímetros de longitud.